# Logumer Vorwerker Kirche

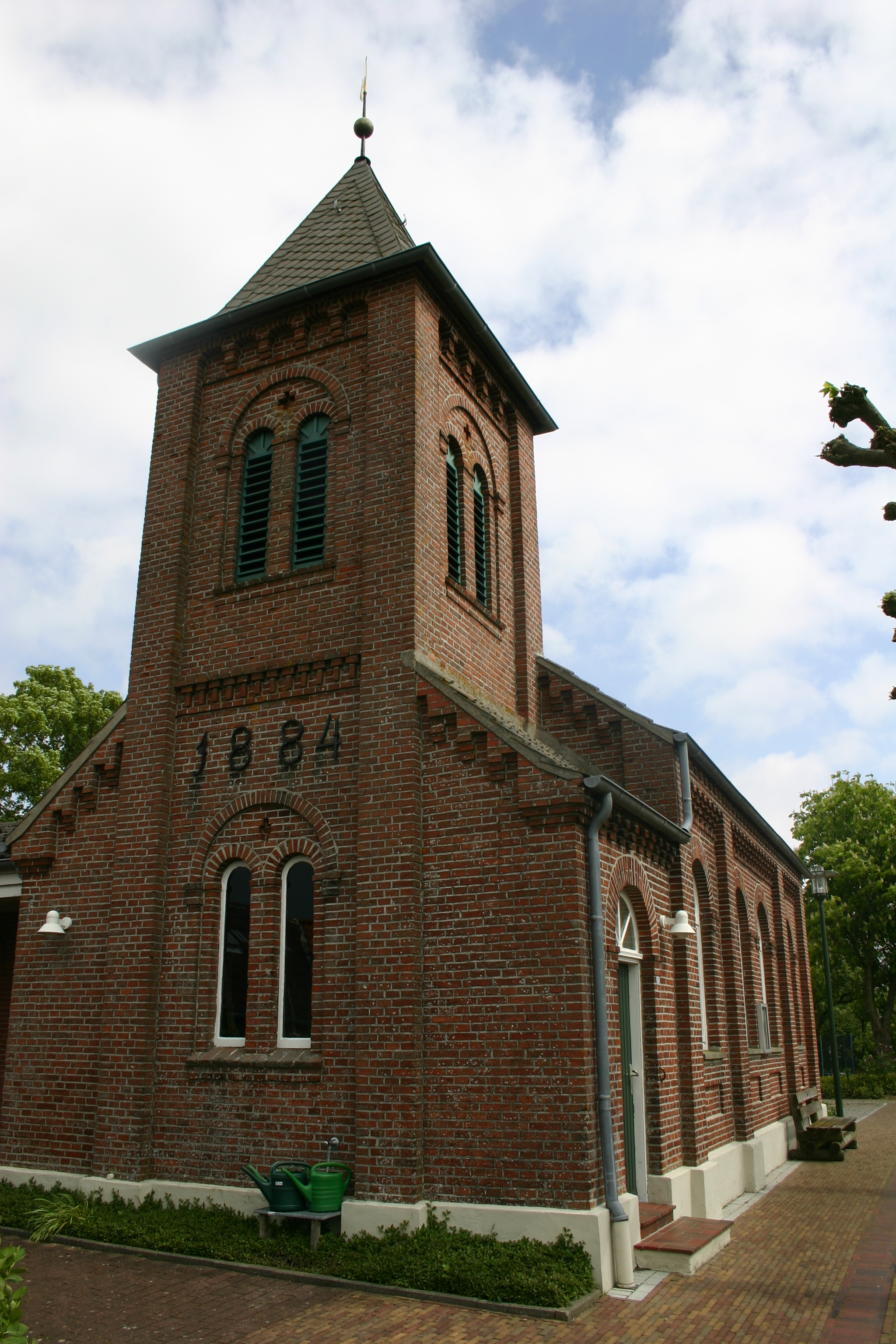
Die Logumer Vorwerker Kirche.

Die evangelisch-reformierte Logumer Vorwerker Kirche steht in dem gleichnamigen Stadtteil der ostfriesischen Stadt Emden und wurde im Jahre 1884 erbaut. Es ist bereits das zweite Gotteshaus in dem Dorf.

## Geschichte
Logumer Vorwerk entstand, als die Vorgängersiedlung Logum im 16. Jahrhundert nach schweren Sturmfluten ausgedeicht wurde. Ein erstes Gotteshaus wurde 1594 unter teilweiser Verwendung von Baumaterialien aus der aufgegebenen Logumer Kirche in dem Dorf errichtet. Diese verfiel im Laufe der Jahrhunderte jedoch immer mehr, so dass im 19. Jahrhundert ein Abbruch und anschließender Neubau beschlossen wurde. Dieser wurde im Jahre 1884 im Stil der Neuromanik fertiggestellt.
Aus der untergegangenen Kirche von Logum wurden Kanzel und Glocke übernommen. Die Glocke feierte im Jahre 1995 ihren 500. Geburtstag. Im Jahre 1993 wurde die Kirche um einen Anbau erweitert, der zur Aufbahrung genutzt wird. Die Kanzel ist im Jahr 1998 renoviert worden.
Die Pfarrstelle ist mit der Gemeinde Wybelsum zu einem Pfarramt vereinigt.